# Aéroport international de Rome Ciampino
Pour les articles homonymes, voir CIA (homonymie).
L’aéroport international de Rome-Ciampino ou aéroport international Giovan-Battista-Pastine (code IATA : CIA • code OACI : LIRA) est un aéroport situé à Ciampino et sur la zone de Rome d’Aeroporto di Ciampino à 15 km au sud-est de Rome en Italie.
Il s’agit de l’un des deux aéroports de Rome, avec l’aéroport de Rome-Fiumicino. Il fut le principal aéroport de Rome jusqu'en 1960, date de l’ouverture du nouvel aéroport international Léonard-de-Vinci. Créé en 1916, il fut d'abord un aéroport militaire, notamment utilisé, après la Seconde Guerre mondiale, pour les visites officielles étrangères et les déplacements officiels (des Présidences de la République ou du Conseil, du Pape).
Le nom de Giovan Battista Pastine fait référence à un pilote italien de la Première Guerre mondiale, mort en 1916, ayant également participé à la Coupe aéronautique Gordon Bennett en 1906 et 1908.

## Trafic aérien

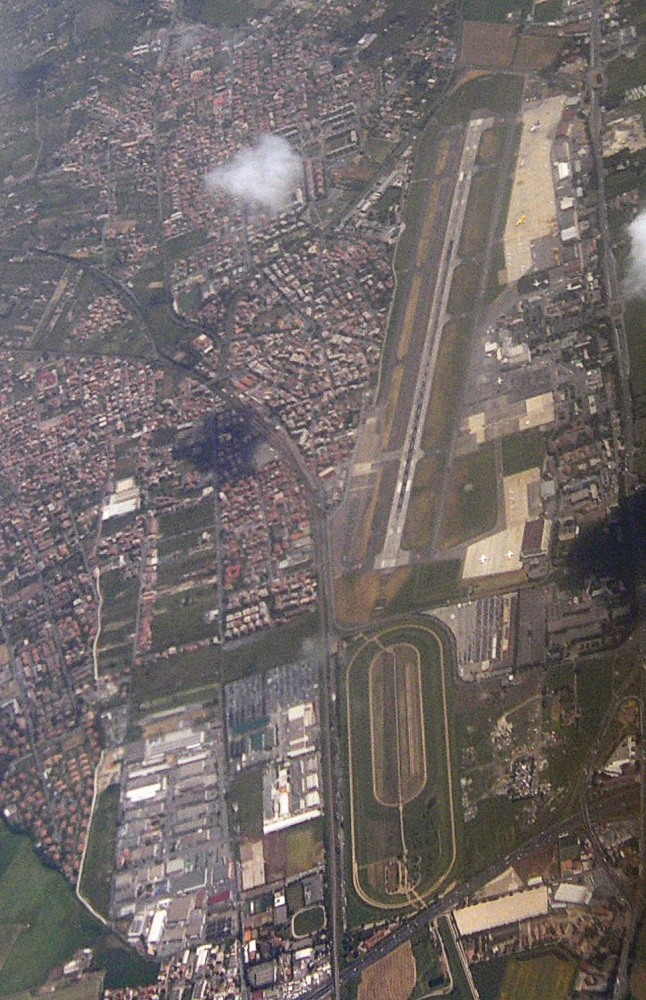
La piste et l'aérogare.

Bien que plus proche du centre-ville de Rome que l'aéroport international Léonard-de-Vinci, il est principalement utilisé par les compagnies low cost. D'ailleurs, il est l'un des hubs de Ryanair.

## Situation

### Carte des aéroports en Italie
| \| 100 km1:7 506 000 \| Abruzzes Alghero Ancône Bari Bergame Bologne Bolzano Brescia Brindisi Cagliari Catane Comiso Grosseto Coni Elbe Florence Foggia Gênes Lamezia Terme Lampedusa Milan L. Milan M. Naples Olbia Palerme Pantelleria Parme Pérouse Pise Reggio de Calabre Rimini Rome C. Rome F. Salerne Trapani Trévise Trieste Turin Venise Vérone |
| 100 km1:7 506 000 |

## Statistiques
Plus de 5,8 millions de passagers ont transité par l'aéroport en 2019, soit une augmentation de 0,7 % par rapport à 2018.
Pour des raisons techniques, il est temporairement impossible d'afficher le graphique qui aurait dû être présenté ici.

Voir la requête brute et les sources sur Wikidata.

## Transport
Il n'y a pas de liaison ferroviaire directe (train ou métro) entre l'aéroport et le centre de Rome. Toutefois, la gare de la ville de Ciampino est à proximité. Seul un service de bus direct relie l'aéroport au centre-ville.
Un accord officiel, entre la Municipalité de Rome et l'Association des Chauffeurs de Taxi romain, fixe à 31 euros la course à destination du centre de la capitale italienne.

## Compagnies aérienneset destinations
| Compagnies | Destinations |
| ---------- | --- |
| Ryanair    | - Agadir-Al Massira, - Amman-Reine-Alia, - Athènes E.-Venizélos, - Billund, - Bordeaux-Mérignac, - Bratislava-M. R. Štefánik, - Bucarest-H. Coandă, - Budapest-Ferenc Liszt, - Cagliari, - Charleroi Bruxelles-Sud, - Édimbourg, - Fès-Saïss, - Cracovie-Jean-Paul II, - Lisbonne-H. Delgado, - Liverpool-J.-Lennon, - Londres-Stansted, - Malte, - Manchester, - Marrakech-Ménara, - Paphos, - Paris-Beauvais, - Porto-F. Sá-Carneiro, - Poznań (Posnanie)-H. Wieniawski, - Rabat-Salé, - Riga, - Rome Léonard-de-Vinci/Fiumicino, - Séville-San Pablo, - Sofia-Vrajdebna, - Tallinn, - Tanger, - Tarbes-Lourdes-Pyrénées, - Thessalonique-Makedonía, - Varsovie-Modlin (Mazovie), - Wrocław-N. Copernic En saison : Corfou-I. Kapodístrias, East Midlands, Rhodes-Diagoras |
| Wizz Air   | - Bacău-Georges-Enesco, - Cluj-Napoca, - Craiova, - Iași, - Skopje, - Sofia-Vrajdebna |

Édité le 10/11/2018  Actualisé le 10/01/2023